# Єлліваре (аеропорт)
Аеропорт Єлліваре-Лапландія (швед. Gällivare flygplats) (IATA: GEV, ICAO: ESNG) — аеропорт, розташований у муніципалітеті Єлліваре, Швеція, приблизно за 7 км на схід від Єлліваре та приблизно за 10 км від Мальмбергета.

## Історія
Спочатку аеропорт був військовим аеродромом із трьома 800 м злітно-посадковими смугами під назвою Кавагеден, побудованим під час Другої світової війни. Єдину вцілілу злітно-посадкову смугу пізніше було розширено до 1350 м, перш ніж 19 квітня 1971 року було відкрито для регулярних цивільних рейсів. Злітно-посадкову смугу поступово збільшували до теперішньої довжини у 1984 — 1994 роках. У 1989 році злітно-посадкову смугу було розширено до 45 м. Аеропорт є одним із шести аеропортів Шведської Лапландії.
З моменту банкрутства Nextjet з 18 травня 2018 року до 14 вересня 2018 року регулярні пасажирські рейси в аеропорт Єлліваре-Лапландія не здійснювалися. Протягом цього періоду аеропорт Кіруна обслуговував автобуси для трансферу до Єлліваре. 15 вересня 2018 року новий оператор під назвою LOT Polish Airlines розпочав роботу на маршруті Єлліваре – Арвідсьяур – Стокгольм згідно з новим контрактом PSO.

## Авіалінії та напрямки
| Авіакомпанія | Пункт призначення             |
| ------------ | ----------------------------- |
| Nordica      | Арвідсьяур, Стокгольм–Арланда |

## Пасажирообіг
Див. джерело запитів Вікіданих та джерела.